# Холод, Иван Иванович
Иван Иванович Холод — советский хозяйственный, государственный и политический деятель.

## Биография
Родился в 1937 году. Член КПСС.
Окончил Институт механизации сельского хозяйства имени Горячкина.
В 1959—1960 — инженер-механик совхоза «Смычка» Загорского района Московской области.
В 1960—1962 — первый секретарь Загорского горкома ВЛКСМ.
В 1962—1969 — ответработник ЦУ ВЛКСМ, второй, первый секретарь Московского обкома ВЛКСМ.
В 1969—1976 — первый секретарь Загорского горкома КПСС.
В 1976—1980 — начальник управления кадров Оргкомитета «Олимпиада-80».
В 1980—1987 — ответработник Московского горисполкома.
В 1987—1991 — первый заместитель министра плодоовощного хозяйства СССР.
Делегат XXIV съезда КПСС.
Умер в 1993 году в Москве.

## Награды
- Орден Трудового Красного Знамени
- Орден Дружбы народов
- Орден Знак Почёта